# Mariaba ampla
Mariaba ampla là một loài bướm đêm trong họ Geometridae.